# Segersta
Se även Segersta (olika betydelser)
Segersta är en tätort  i Bollnäs kommun, Hälsingland och kyrkbyn i Segersta socken, vid älven Ljusnan. 
Här finns Segersta kyrka med anor från 1200-talet. Här finns även en förskola och skola för årskurserna F-6.
Segersta har tre broar över älven: en järnvägsbro, en landsvägsbro och en gång- och cykelbro (den tidigare landsvägsbron byggd 1931).
Segersta har även ett fotbollslag, Landafors SK.
Delar av den amerikanska filmen The Girl with the Dragon Tattoo är inspelade i Segersta.

## Befolkningsutveckling
| Befolkningsutvecklingen i Segersta 1975–2020 | Befolkningsutvecklingen i Segersta 1975–2020 | Befolkningsutvecklingen i Segersta 1975–2020 | Befolkningsutvecklingen i Segersta 1975–2020 | Befolkningsutvecklingen i Segersta 1975–2020 |
| -------------------------------------------- | -------------------------------------------- | -------------------------------------------- | -------------------------------------------- | -------------------------------------------- |
|                                              |                                              |                                              |                                              |                                              |
| År                                           |                                              |                                              | Folkmängd                                    | Areal (ha)                                   |
| 1975                                         | 1975                                         |                                              | 296                                          |                                              |
| 1980                                         | 1980                                         |                                              | 273                                          |                                              |
| 1990                                         | 1990                                         |                                              | 314                                          | 202                                          |
| 1995                                         | 1995                                         |                                              | 299                                          | 140                                          |
| 2000                                         | 2000                                         |                                              | 328                                          | 140                                          |
| 2005                                         | 2005                                         |                                              | 329                                          | 140                                          |
| 2010                                         | 2010                                         |                                              | 313                                          | 140                                          |
| 2015                                         | 2015                                         |                                              | 352                                          | 165                                          |
| 2020                                         | 2020                                         |                                              | 248                                          | 98                                           |
| Anm.: Ny tätort 1975                         |                                              |                                              |                                              |                                              |